# Pimpla
Coccygominus
Genre
Synonymes
- Coccygominus Saussure, 1892

Pimpla est un genre d’insectes hyménoptères de la grande famille des Ichneumonidae, de la sous-famille des Pimplinae et de la tribu des Pimplini.

## Classification
Ce genre est décrit et publié en 1804 par l'entomologiste danois Johan Christian Fabricius (1745–1808). Le genre Pimpla a pour synonyme Coccygominus Saussure, 1892.

## Présentation
Pimpla est un genre mondial de guêpes parasitoïdes dans la grande famille des Ichneumonidae.
Les espèces Pimpla sont des idiobiontes endoparasitoïdes d'Holometabola, souvent la pupe de lépidoptères. Par exemple, le commun Pimpla rufipes parasite Pieris brassicae et Lymantria dispar.
Ce sont généralement des guêpes noires robustes avec des marques orange. Le premier tergite est en forme de boîte avec le spiracle antérieur au milieu.

## Liste d'espèces
Ce genre comprend environ 200 espèces dont voici une sélection :
- Pimpla aethiops Curtis 1828
- Pimpla apricaria Costa 1885
- Pimpla arcadica Kasparyan 1973
- Pimpla arctica Zetterstedt 1838
- Pimpla artemonis Kasparyan 1973
- Pimpla contemplator (Muller 1776)
- Pimpla coxalis Habermehl 1917
- Pimpla dimidiatus (Townes, 1960)
- Pimpla dorsata (Dalla Torre 1901)
- Pimpla flavicoxis Thomson 1877
- Pimpla glandaria Costa 1886
- Pimpla hesperus (Townes, 1960)
- Pimpla illecebrator (Villers 1789)
- Pimpla insignatoria (Gravenhorst 1807)
- Pimpla melanacrias Perkins 1941
- Pimpla murinanae Fahringer 1943
- Pimpla nigrohirsuta Strobl 1902
- Pimpla processioneae Ratzeburg 1849
- Pimpla rufipes (Miller 1759) - (syn. Pimpla instigator) - black slip wasp
- Pimpla sodalis Ruthe 1859
- Pimpla spuria Gravenhorst 1829
- Pimpla stricklandi (Townes, 1960)
- Pimpla turionellae (C. Linnaeus, 1758)
- Pimpla varians (Townes, 1960)
- Pimpla wilchristi Fitton, Shaw & Gauld 1988

Ces 201 espèces appartiennent à Pimpla, un genre de guêpes Ichneumon de la famille des Ichneumonidae,,.

## Liste d'espèces fossiles
Selon Paleobiology Database en 2022, le genre Pimpla est également représenté par les 17 espèces fossiles suivantes :
- †Pimpla amplifemura Lin, 1988
- †Pimpla anomalensis Théobald, 1937
- †Pimpla antiquus Saussure, 1852
- †Pimpla appendigera Brues, 1906
- †Pimpla aquensis Théobald, 1937
- †Pimpla bibosa Khalaim, 2008
- †Pimpla cyclostigmata Statz, 1936
- †Pimpla decessa Scudder, 1877
- †Pimpla eocenica Cockerell, 1919
- †Pimpla impuncta Lin, 1988
- †Pimpla morleyi Meunier, 1923
- †Pimpla renevieri Meunier, 1903
- †Pimpla saussurei Heer, 1856
- †Pimpla saxea Scudder, 1877
- †Pimpla senecta Scudder, 1877
- †Pimpla seyrigi Théobald, 1937
- †Pimpla succini Giebel, 1856

## Répartition
La distribution de ces guêpes est afrotropicale, paléarctique orientale et occidentale, européenne, néarctique, paléarctique, néotropicale.

## Galerie

Quelques espèces vivantes du genre Pimpla.
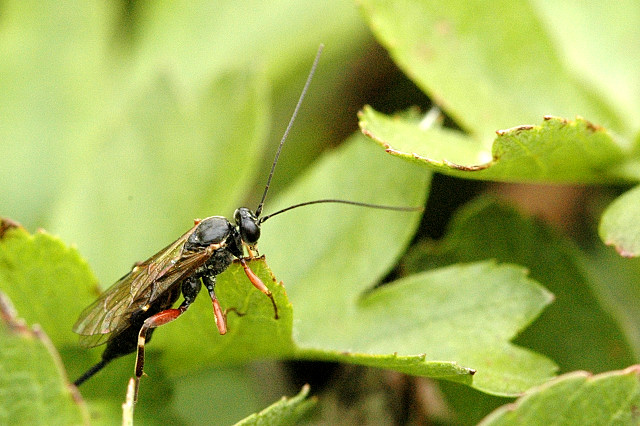
Pimpla turionellae.
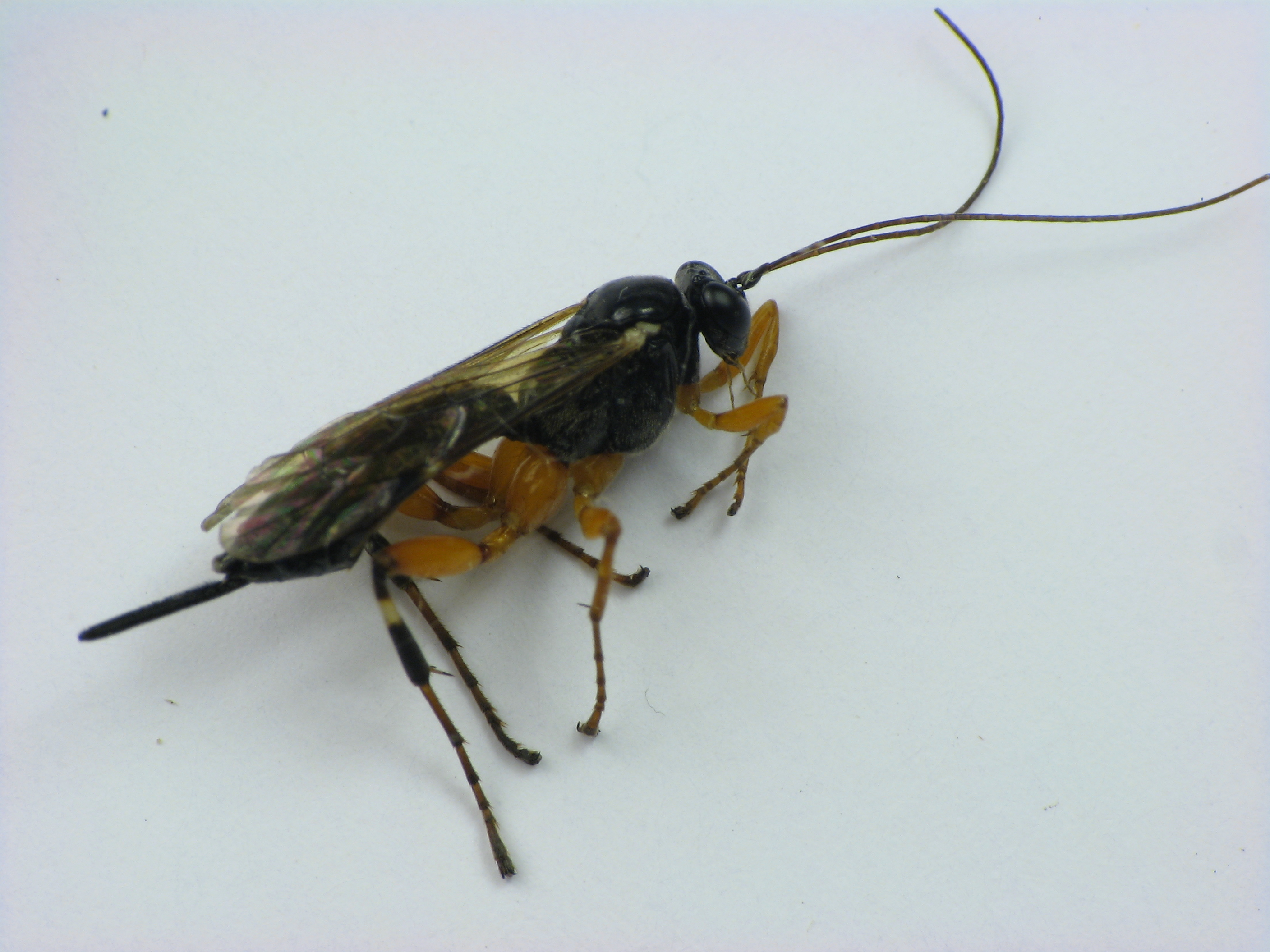
Pimpla sp., femelle.

### Publication originale
- J. C. Fabricius. 1804. Systema Piezatorum: Secundum Ordines, Genera, Species, Adjectis Synonymis, Locis, Observationibus, Descriptionibus, pp. 1-439.